# Lyodra Ginting
Lyodra Margareta Ginting, dite Lyodra Ginting, née le 21 juin 2003 à Medan en Indonésie, est une chanteuse et actrice indonésienne.

## Biographie
Lyodra commence sa carrière de chanteuse après avoir remporté l'émission télévisée Indonesian Idol (en). Elle sort sa première chanson intitulée Gemintang Hatiku en février 2020. Plus d'un an après avoir remporté Indonesian Idol, pour être précis en juillet 2021, Lyodra sort son premier album studio, qui porte le même nom que son nom de scène, Lyodra, et contient huit singles. En août 2022, Lyodra sort un single avec Andi Rianto intitulé Sang Dewi, qui est sa première collaboration avec des musiciens indonésiens.
Après son succès avec le remake de Sang Dewi, Lyodra sort un autre single intitulé Ego, en février 2023. Elle collabore ensuite avec Tiara Andini et Ziva Magnolya pour sortir le single Menyesal, produit et accompagné par Yovie Widianto dans l'album de projet Yovie & His Friends.

## Discographie

### Singles
- Dear Dream (2017)
- Gemintang Hatiku (2020)
- Tentang Kamu (2020)
- Sabda Rindu (2021)
- Heaven (ft Calum Scott) (2022)
- Sang Dewi (2022)
- Ego (2022)